# Cerveau (DC Comics)
Pour les articles homonymes, voir Cerveau.
Le Cerveau (The Brain dans la version originale) est un super-vilain de l'univers de DC Comics, et un ennemi récurrent de la Patrouille Z (ou Doom Patrol). C'est un Français, génie scientifique et génie du crime.

## Biographie fictive
En tant que scientifique, l'homme qui allait devenir le Cerveau (et dont le vrai nom demeure inconnu) avait fait des expériences sur les animaux pour augmenter leur intelligence. Il parvint par ses moyens à élever le QI d'un gorille au niveau génial de 178. Il nomma ce gorille Monsieur Mallah et l'éleva durant presque une décennie avant d'en faire son assistant personnel.
Son collègue Niles Caulder devint de plus en plus jaloux, et s'arrangea pour que le scientifique soit pris dans une explosion qui détruisit tout son corps. Seul survécut le cerveau, que Caulder prévu de placer dans un corps robotique.
Mallah sauva le scientifique, récupérant son cerveau et le plaçant dans un Réseau d'ordinateurs qui lui permettait de continuer à fonctionner. A dater de ce jour, ce qui restait du scientifique fut simplement connut comme « le Cerveau ».
Par la suite, le Cerveau et Monsieur Mallah formèrent une organisation criminelle, la Confrérie du Mal, espérant conquérir le monde et se venger de Caulder. Caulder, de son côté, créa, grâce à une autre série d'incidents organisés, le groupe de super-héros connut sous le nom de Patrouille Z. À travers leurs efforts pour détruire les "Toutous" de Caulder, le Cerveau, Mallah et leur Confrérie devinrent les ennemis jurés de la Patrouille Z. Leurs actions criminelles les conduisirent aussi à affronter plusieurs fois les Teen Titans.

## Pouvoirs et capacités
Le Cerveau possède un QI incroyablement élevé, qui fait de lui un génie du crime et un génie scientifique. Il peut éventuellement utiliser un robot pour se permettre des déplacements.

## Autres médias

### Teen Titans
Dans la série animée Teen Titans : Les Jeunes Titans, le Cerveau est le principal antagoniste de la cinquième saison. Décrit comme « L'intellect personnifié et le mal incarné », il est présenté de manière très similaire à la version du comics, c'est-à-dire comme un cerveau sans corps organique, placé dans une sorte de jarre robotique pouvant se déplacer. Il parle avec une voix d'ordinateur, et dirige la Confrérie du Mal contre la Doom Patrol, puis contre les Teen Titans et leurs alliés lorsque ces derniers se mêlent à la lutte. Il est presque toujours accompagné de Monsieur Mallah, qui lui fait office de garde du corps. Cependant, il agit peu directement durant la série, restant généralement dans sa base secrète d'où il coordonne les attaques des autres membres de la Confrérie. Les rares fois où il a combattu, il semblait posséder des pouvoirs de télékinésie et de télépathie, mais, en dehors de cela, il est très vulnérable sans défense et constitue une cible facile, au point de ne pas pouvoir se défendre d'une simple attaque par derrière de Changelin sous forme humaine.

### Young Justice
Dans la série animée Young Justice, le Cerveau fait partie de l'organisation criminelle: La Lumière. Il apparait pour la première fois dans l'épisode Le Mâle Alpha où il fait des expériences sur le Cobra-Venin avec des animaux comme cobayes.